# Masacrarea polonezilor din Volânia
Masacrarea polonezilor din Volânia denumește acțiunile de epurare etnică întreprinse în Volânia (poloneză: Wołyń) în timpul celui de-al Doilea Război Mondial, în perioada 1943 – 1944. Potrivit estimărilor, în timpul războiului, aproximativ 80.000 de civili polonezi au fost masacrați de Armata Insurecțională Ucraineană (Ukrainska Povstanska Armia, abreviat UPA) și alte grupuri înarmate. Cele mai multe omoruri au avut loc în vara și toamna anului 1943. 
În iulie 2016, parlamentul de la Varșovia a adoptat o rezoluție care califică acest masacru drept „genocid”.

## Context general
După încheierea Primului Război Mondial, Polonia și-a recăpătat independența. Guvernul polonez al lui Józef Piłsudski a fost susținătorul unei Ucraine independente, Republica Populară Ucraineană. Polonezii și naționaliștii ucraineni au luptat împreună împotriva Armatei Roșii bolșevice. La sfârșitul războiului polono-sovietic din 1919–1921, această alianță a încetat să mai existe. Odată cu semnarea tratatului de pace de la Riga, sprijinul polonez pentru naționaliștii ucraineni a încetat. Ca urmare a semnării tratatului de pace de la Riga, în perioada interbelică, Volânia a fost trecută în cea mai mare parte sub juristicția statului polonez. 
În a doua Republică Poloneză, ucrainenii reprezentau cea mai importantă minoritate națională, formând, alături de Ruteni, aproximativ 16% din populația țării, potrivit datelor recensământului din 1931. În Volânia, etnicii ucraineni reprezentau 68,9% din populație (potirivit aceluiași recensământ – contestat de numeroși cercetători ucraineni).) and 80% . Guvernul Poloniei a încercat să schimbe componența etnică a regiunii, încurajând colonizare regiunii cu polonezi. Până în 1938, între 100.000 și 300.000 de coloniști polonezi (osadniki) s-au strămutat în Volânia și Galiția.

### Situația minorității ucrainene în Polonia
Guvernul polonez a promis să acorde o mare autonomie locală teritoriilor locuite de minoritatea ucraineană, dar Varșovia nu și-a respectat promisiunile trecând la măsuri de oprimare a limbii ucrainene, a culturii și religiei ucrainenilor. Deși majoritatea covârșitoare a populației era ucraineană, majoritatea funcțiile publice erau ocupate de etnici polonezi. Conflictul mocnit dintre polonezi și ucraineni s-a dezvoltat continuu în deceniul al patrulea, odată cu introducerea politicii de „pacificare”, care a dus la creșterea măsurilor antiucrainene. Numărul școlilor cu predare în limba ucraineană s-a redus de la 440 la 8. Aproximativ 100 de biserici ucrainene au fost distruse, iar altele aproximativ 150 au fost trecute forțat la ritul romano-catolic. Bibliotecile ucrainene au fost incendiate de grupuri tineri polonezi autointitulate „patrioți”, aceste acțiuni fiind de regulă nepedepsite de poliția locală, eu efectiv etnic polonez.. Tineretul polonez, organizat în unități paramilitare strzelcy, a terorizat („pacificat”) populația ucraineană sub pretextul menținerii legii și ordinii. 

### Evenimentele din 1939-1941
În septembrie 1939, după semnarea Pactului Molotov-Ribbentrop și izbucnirea celui de-al doilea război mondial, Polonia vestică a fost ocupată de Germania nazistă, iar estul de Uniunea Sovietică. Volânia a devenit provincie a RSS Ucraineană. 
Sovieticii au început eliminarea burgheziei orășenești și a păturii țăranilor înstăriți (culacii), care erau preponderent de etnie poloneză. Familii întregi au fost deportate în Siberia sau au fost asasinate. Polonezii rămași în regiune au fost lipsiți de lideri – intelectuali, politicieni, preoți etc. Toți ofițerii polonezi căzuți prizonieri în mâinile sovieticilor au fost asasinați de NKVD în masacre colective, de felul masacrului de la Katîn, Harkov și altele.
În iunie 1941, armata germană a invadat Uniunea Sovietică. În timpul Operațiunii Barbarossa, Volânia a fost ocupată de armata germană. Odată cu schimbarea autorităților, au urmat noi valuri de arestări și violențe. 
Pentru a-și apăra interesele, ucrainenii au început să-și formeze propriile grupuri de rezistență, care s-au implicat în acțiuni de gherilă împotriva germanilor, partizanii sovietici dar care au atacat și populația civilă poloneză.

## Masacrele

### Începuturile
În 1942, elemente locale ale UPA au început să atace populația minoritară poloneză într-un efort de „curățare” a Volâniei. Primul atac cunoscut a avut loc pe 13 noiembrie 1942 în satul Oborki. Ucrainenii au ucis 50 de civili polonezi. Cei mai mulți polonezi din Volânia au considerat acest eveniment un incident izolat și opera unor bandiți, nimeni neașteptându-se la lanțul de masacre care avea să urmeze. Profesorul Wladyslaw Filar de la „Institutul Național Polonez al Aducerii Aminte”, martor ocular la acest masacru, a afirmat că este imposibil de spus dacă aceste evenimente au fost premeditate. Nu există niciun document care să dovedească că UPA-OUN a luat o decizie politică privind exterminarea polonezilor din Volânia..
La 9 februarie 1943, a fost atacată așezarea poloneză Parosle și 173 de civili polonezi au fost asasinați. În martie 1943, aproximativ 5.000 de polițiști auxiliari ucraineni au dezertat și au fugit în păduri cu armamentul din dotare. Timothy Snyder consideră că acest moment a marcat începutul operațiunilor UPA pe scară largă.  În noaptea de 22-23 aprilie, grupurile ucrainene înarmate au atacat așezarea Janowa Dolina și au ucis circa 600 de persoane și au incendiat satul. Câțiva supraviețuitori polonezi au scăpat doar pentru că s-au refugiat la familii prietene ucrainene, precum familia Karwan. Aceste acțiuni au fost executate de mai multe subunități și au părut bine planificate și coordonate.
Doi delegați ai guvernului polonez în exil, Zygmunt Rumel și Krzysztof Markiewicz, și un grup de ofițeri ai Armatei Teritoriale Poloneze (Armia Krajowa), au încercat să negocieze cu liderii UPA, dar la 10 iulie 1943 reprezentanții polonezi au fost găsiți morți în satul Kustycze. La 11 iulie grupuri ucrainene au reluat masacrele, atacând satele poloneze la rând. 

### 11 iulie 1943

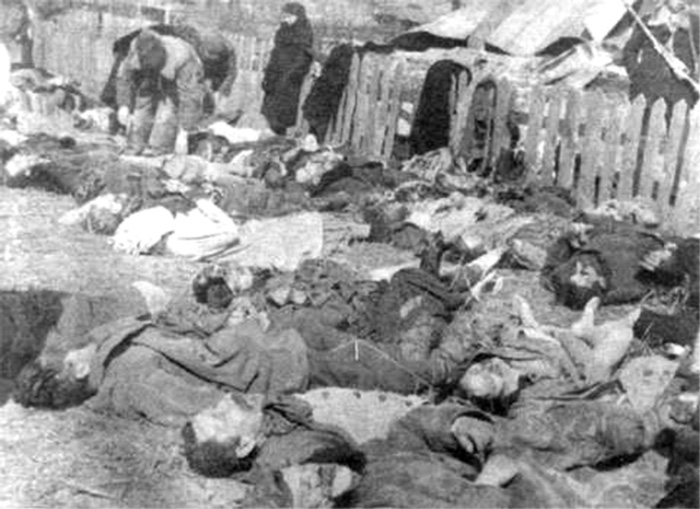
Civili polonezi victime ale masacrului din 26 martie 1943 comis de Armata Insurecțională Ucraineană (UPA) asistată de țărani ucraineni obișnuiți în satul Lipniki

La 11 iulie 1943, unități despre care se crede că făceau parte din UPA, au înconjurat și au atacat satele și cătunele poloneze aflate în trei raioane: Kowel, Horochow și Wlodzimierz Wolynski. Atacurile au început pe la ora 3 dimineața, iar polonezii nu au avut practic nicio șansă de scăpare. Ucrainenii au folosit o gamă largă de arme albe: topoare, fierăstraie, cuțite și ciocane. După masacre, toate satele poloneze au fost incendiate. Potrivit depozițiilor câtorva supraviețuitori, atacurile au părut bine planificate. Cu câteva zile mai înainte de declanșarea atacurilor au avut loc întâlniri în satele ucrainene, în timpul cărora activiștii UPA au încercat să-i convingă pe localnici că omorâreas polonezilor era necesară. În iulie, doar 70 de locuitori ai satului Gurow au supraviețuit dintr-un total de 480 de oameni, iar în așezarea Orzeszyn UPA a asasinat 270 dintre cei 340 localnici polonezi. În satul Sadowa, din 600 de polonezi au supraviețuit atacului 20 de locuitori, iar în Zagaje din 350 de locuitori au supraviețuit doar 10. În septembrie, în satul Wola Ostrowiecka au fost ucise 529 de persoane, din care 220 de copii sub 14 ani, iar în Ostrowki au fost ucise  438 de persoane, din care 246 copii. Aceste cifre sunt rezultatul exhumărilor efectuate în aceste trei sate în septembrie 1992. 
Norman Davies scria în cartea No Simple Victory: „Evreii din regiune fuseseră deja uciși de naziști. Așa că în 1943-1944 mânia UPA s-a îndreptat împotriva polonezilor neajutorați (...) Satele au fost incendiate. Preoții romano-catolici au fost uciși cu securea sau răstigniți. Bisericile au fost incendiate cu toți enoriașii în ele. Ferme izolate au fost atacate de grupuri înarmate cu furci și cuțite de bucătărie. Au fost tăiate gâturi. Femeile gravide au fost străpunse cu baionetele. Copiii au fost tăiați în două. Bărbații au fost prinși în capcană pe câmp și cadavrele au fost abandonate acolo. Făptașii nu puteau determina viitorul provinciei. Dar cel puțin puteau face ca acest viitor să fie unul fără polonezi. Ei au ucis între două sute de mii și un sfert de milion de polonezi. Ironic, URSS-ul a terminat munca UPA în locul acesteia. Polonezii supraviețuitori au fost «repatriați», la fel cum s-a întâmplat în Bielorusia și Lituania. Ei au fost înlocuiți în principal de ruși. În 1991, Ucraina de vest a devenit parte a Republicii Ucraina”. 
Timothy Snyder a descris crimele: „Partizanii ucraineni au incendiat casele, i-au împușcat s-au i-au împins înapoi cu sila pe cei care încercau să scape și au folosit secere și furci ca să-i ucidă pe cei care-i prindeau în afara locuințelor. În unele cazuri au fost expuse corpuri decapitate, crucificate, dezmembrate sau eviscerate pentru a-i determina pe polonezii rămași să fugă”.. Istoricul ucrainean din Lvov, Iuri Kiriciuk, a afirmat că aceste masacre erau o reeditare crudă masacrelor de pe vremea lui Jarema Wisniowiecki și Maksym Krivonis. Potrivit istoricului, masacrele din satele din Volânia în 1943 erau similare cu masacrele din Nemiriv (1648) și Uman (1768). În opinia sa, a fost mai curând vorba de un „război țărănesc”. .
În total, în iulie 1943, ucrainenii au atacat 167 de așezări poloneze.. Valul de masacre a durat 5 zile, până pe 16 iulie. Se afirmă că UPA a continuat purificarea etnică, în special în regiunile rurale, până când polonezii au fost deportați, uciși sau expulzați. După 1944, amploarea acestor acțiuni a scăzut foarte mult. 
Masacre ale polonezilor au avut loc și în Galiția, în regiunea Ternopil. 
Istoricul polonez Adam Kruczek afirmă că în 1943 masacrele au fost organizate pornind dinspre est spre vest și că la început a existat doar dorința de a-i alunga pe polonezi, dar în timpul atacurilor situația a scăpat de sub control..

### Atitudinea germanilor și sovieticilor
Wehrmachtul și poliția germană au ignorat în general conflictele interetnice, în primul rând pentru că erau concentrați să lupte cu Armata Roșie și partizanii sovietici. Există însă dovezi că germanii au oferit arme atât ucrainenilor cât și polonezilor. Unități speciale germane formate din colaboraționiști ucraineni sau polonezi au fost implicate de multe ori în masacre, iar unele dintre crime au fost atribuite atât Armatei Insurecționale Ucrainene cât și Armatei Teritoriale Poloneze. 
Atât comandanții germani cât și cei ai partizanilor sovietici erau la curent cu acțiunile naționaliștilor ucraineni. La 25 mai 1943, comandantul local sovietic al partizanilor din regiunea Rivne scria într-o telegramă pentru cartierul său general: „În ultimele zile, principalele activități ale naționaliștilor ucraineni îi vizează pe polonezi. Naționaliștii întreprind acțiuni de  teroare în masă și trebuie subliniat că ei nu-i împușcă pe polonezi, ci îi ucid cu cuțite și topoare, fără deosebire de vârstă și de sex”. . 
La 25 august 1943, autoritățile militare germane au ordonat polonezilor să părăsească satele și așezările izolate și să se mute în orașe. Istoricul Iuri Kiriciuk afirmă că germanii îi îndemnau pe polonezi și pe ucraineni unii cu alții. Gauleiterul  Erich Koch a afirmat: „Trebuie să facem tot posibilul ca atunci când un polonez întâlnește un ucrainean să vrea să-l ucidă și ca ucraineanul să vrea să ucidă polonezul”. Kiriciuk citează un comisar german din Sarny care, când a trebuit să asculte plângerile poloneze privind masacrele, a răspuns: „Voi îl vreți pe Șikorski, ucrainenii îl vor pe Bandera. Luptați-vă între voi". .  
Invazia sovietică, mai apoi cea nazistă, masacrele UPA și expulzările sovietice din perioada postbelică au contribuit la eliminarea elementului polonez din regiune. Supraviețuitorii masacrelor din regiune au părăsit Volânia în masă, stabilindu-se mai ales în provincia Lublin din Polonia. 

### Evreii din Volânia
Polonezii nu au fost singurele victime ale ucrainenilor. În perioada mai-decembrie 1942, aproximativ 140.000 de evrei au fost masacrați în Volânia. Cei care au căutat adăpost la polonezi au murit odată cu aceștia. Martin Gilbert apreciază în cartea Atlas of the Holocaust că, în mai multe sate și cătune, polonezii și evreii au luptat împreună împotriva inamicului comun. 

## Masacrele din Galiția
În 1943, violențele etnice s-au întins și în provincia Galiția, unde prezența poloneză era mai însemnată, însă ucrainenii erau majoritari. În noaptea de 5 spre 6 februarie 1944, grupuri de ucraineni au atacat satul polonez Barycz. Au fost uciși 126 polonezi, inclusiv copii și femei. În satul Korosciatyn, au fost uciși 78 de polonezi. Despre acest caz a făcut un raport preotul catolic local, Mieczyslaw Kaminski  Kaminski a afirmat mai târziu că preoții locali greco-catolice își îndemnau enoriașii ucraineni să ucidă și membrii familiilor mixte polono-ucrainene. 
Autorii monografiei „Zycie religijne w Polsce pod okupacja 1939-1945” afirmă că preoții catolici s-au numărat printre victimele ucise cu cea mai mare cruzime. Preotul catolic Ludwik Włodarczyk din satul Okop a fost răstignit de ucraineni, iar preotul catolic Stanisław Dobrzanski din satul Ostrowka a fost decapitat (împreună cu 967 de polonezi din parohia lui), iar preotul catolic Karol Baran din satul Korytnica a fost tăiat în două cu un ferăstrău. 
Potrivit lui Kiriciuk, primele atacuri împotriva polonezilor au avut loc în august 1943 și au fost probabil acțiuni ale unităților UPA din Volânia. Polonezii au ucis la rândul lor un număr relativ mare de ucraineni, ca represalii. Până la sfârșitul verii, polonezii au fost ținta mai multor acte teroriste în  Galiția estică, scopul principal al atacurilor fiind alungarea polonezilor pe malul vestic al râului San. Numărul de victime din această perioadă este necunoscut, estimările variind de la un cercetător la altul. Kiriciuk estimează că au fost uciși în Galiția între 10.000 și 12.000 de polonezi.

## Victimele
Numărul exact al victimelor din timpul masacrelor rămâne necunoscut. Istoricii estimează că au fost masacrați numai în Volânia între 35.000 și 60.000 de polonezi, în vreme ce pentru întreaga Ucraină se estimează că epurarea etnică a produs în jur de 100.000 de victime din rândurile polonezilor. În afară de polonezi, au căzut victime și locuitorii de etnie cehă și evreiască. UPA a atacat și familiile mixte polono-ucrainene, precum și ucrainenii care au cooperat cu autoritățile poloneze sau cele sovietice. Purificarea etnică a vizat în exclusivitate zonele rurale cu populație neînarmată.
La rândul lor, polonezii s-au angajat în acțiuni brutale de răzbunare. Deși numărul exact de victime din rândurile ucrainenilor nu este cunoscut, unii istorici afirmă că acțiunile unităților Armia Krajowa au dus la moartea a cel puțin 20.000 de ucraineni doar în Volinia,, cu un număr de aproximativ 60.000 de ucraineni morți în toată regiunea. Este foarte posibil ca printre victime să se fi aflat și ucrainenii membri ai familiilor mixte. Cercetări asupra acestui subiect delicat se fac în continuare, atât de partea poloneză cât și de cea ucraineană. 
Este posibil ca numărul mare de victime din  ambele tabere să fi fost provocat și de acțiunile germanilor și partizanilor sovietici. 

## Reconcilierea polono-ucraineană

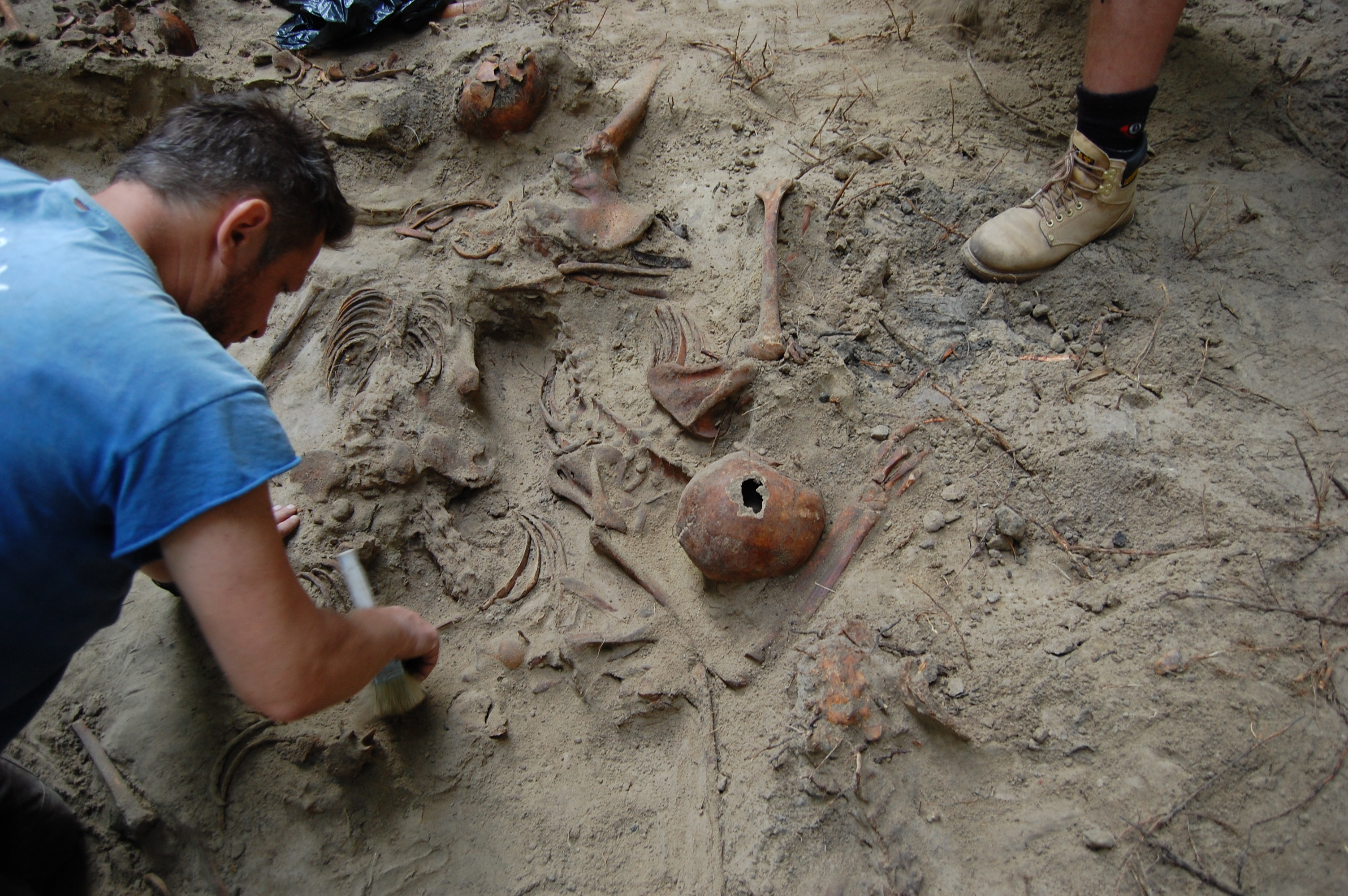
Înmormântare în Gaj în 2013

În prezent se fac demersuri pentru o reconciliere polono-ucraineană. „Institutul Național Polonez al Aducerii Aminte” a adunat peste 10.000 de pagini de documente și mărturii. Partea poloneză a făcut primul pas pe calea reconcilierii. În anul 2002, președintele Aleksander Kwasniewski și-a exprimat regretul pentru programul de relocare a populației de origine ucraineană cunoscut ca Operațiunea Vistula. El a declarat că: „Operațiunea Vistula a fost o răzbunare pentru masacrarea polonezilor de către UPA  în 1943-1944” 
Guvernul ucrainean nu și-a exprimat încă regretele pentru evenimentele din Volinia și Galiția.   Pe 11 iulie 2003, președinții Aleksander Kwasniewski și Leonid Kucima au participat la o ceremonie de comemorare a victimelor din satul polonez Poryck (în zilele noastre rebotezat Pavlivka). 
Ei au inaugurat un monument al reconcilierii, dar președintele Kucima nu a prezentat scuze oficiale. Ucrainenii au schimbat în mod neașteptat inscripția de pe monument, chiar dacă asupra textului se căzuse de acord în cadrul discuțiilor preliminare. După ceva vreme, ucrainenii și-au prezentat scuze pentru ceea ce a fost considerat de ei o greșeală de traducere și au promis să modifice inscripția de pe monument.  Fostul președinte al  Radei Supreme Ucrainene, Volodimir Litvin, a respins orice inițiativă prin care statul ucrainean să-și ceară scuze pentru masacrele din 1943 din Volinia. 